# Cymbidium tracyanum
Cymbidium tracyanum Rolfe, 1890 è una pianta della famiglia delle Orchidacee originaria dell'Asia Orientale.

## Descrizione
È un'orchidea di grandi dimensioni, con comportamento prevalentemente epifita, occasionalmente litofita. C. tracyanum presenta pseudobulbi  di forma ovata allungata, bilateralmente compressi, basalmente avvolti da diverse guaine, portanti foglie di forma lineare, ligulate, ad apice acuto, di colore verde chiaro.
La fioritura avviene per un periodo molto lungo che va dall'autunno all'inizio dell'inverno, mediante un'infiorescenza basale, racemosa, eretta lunga da 90 fino a 130 centimetri, arcuata, con brattee floreali di forma triangolare e portante da 10 a 20 fiori. Questi sono veramente appariscenti, grandi da 10 a 15 centimetri, profumati e presentano sepali e petali lanceolati a striature verdi e rosse e labello  trilobato a lobi rialzati bianco maculato di rosso, a margini particolarmente frastagliati, a formare una frangia

## Distribuzione e habitat
C. tracyanum cresce in Asia sud-orientale (Assam, Tibet, Cina meridionale, Myanmar, Thailandia e Vietnam).
Cresce epifita su tronchi d'albero di foreste d'altitudine o litofita su rocce ricoperte d'acqua, a quote comprese tra 1200 e 1900 metri sul livello del mare.

## Coltivazione
Questa specie è meglio coltivata in vasi contenenti terriccio fertile, con buona disponibilità di luce, anche se non ai raggi diretti del sole, con temperature fresche a umidità abbondante per tutto l'anno, durante la fioritura è consigliabile aumentare un po' la temperatura.